# スター・オン・ステージ あなたならOK!
『スター・オン・ステージ あなたならOK!』は、かつて存在した日本のテレビ番組である。略称は『あなOK』
NETテレビ（現・テレビ朝日）で1973年4月2日 - 同年9月24日に放送された公開オーディション番組でありあいざき進也、藍美代子らを輩出したことで知られる。

## 概要
企画制作は渡辺プロダクション。司会はNHKの長寿番組『ジェスチャー』『NHK紅白歌合戦』等や、TBSの『日本レコード大賞』の司会で知られ、渡辺プロ制作のフジテレビの『新春かくし芸大会』にも起用されていた高橋圭三であり、さらに井上順やザ・ドリフターズが進行役を務めていた。
本番組が制作されるきっかけとしては1971年にスタートした日本テレビのオーディション番組『スター誕生!』の成功がある。『スタ誕』は、1972年（昭和47年）7月1日の初代チャンピオン・森昌子デビューと前後して視聴率を大台の20%台へと伸ばしていた。森も「花の中三トリオ」と呼ばれた山口百恵もホリプロの所属であったため、「スタ誕」で台頭するホリプロへの牽制としてナベプロの肝いりで新しいオーディション番組を作ることとなった。

この際、放送枠の確保に当時NETの系列局だった毎日放送の社長（当時）、高橋信三に依頼し、1年ほど経過した後NETから提示されたのは木曜20:00 -21:00枠だったが、TBSの裏番組『ありがとう』が当時視聴率40％を超える「お化け番組」で、とても勝負にならないという理由からNET・MBSと再三にわたり調整を行った結果、当時の人気番組だった日本テレビの『NTV紅白歌のベストテン』にぶつかる形となり、これ以上NET・MBSに無理を頼めなくなったナベプロ側は、音楽・バラエティで裏表の番組に同一事務所のタレントをブッキングすることを避けていた当時の業界の習慣もあり、番組自体の打ち切りか放送枠移動を日本テレビ側に申し入れたが、日本テレビ側はこれを拒否。協議は物別れに終わり、ナベプロ側は番組からの撤退を強行せざるを得なくなり、ナベプロの歌手は一部例外を除いて『歌ベス』に出演できなくなった。また、日本テレビも『スタ誕』の新人スターを新興のプロダクションに配分するという条件でホリプロやサンミュージック、田辺エージェンシーなどの芸能プロダクションから全面協力を取り付けたため、逆にナベプロ以外のプロダクション所属歌手は『あなOK』には出演しなかった。そこまでのリスクを背負ってスタートした番組であったが、わずか2クールで放送を終了した。
なお番組自体は2クールで終了したが、次番組『ビッグスペシャル』でも前期まではワンコーナーとして不定期に行い、決勝大会も同番組で行われた（この時の司会も高橋圭三）。また、NETテレビは翌1974年10月から1年間オーディション番組『あなたをスターに!』を制作・放送したが、こちらは渡辺プロは番組制作に直接関与せず、他のプロダクションとともにスカウトで参加している。
広島ホームテレビでは、本来の月曜20:00枠で『ワールドプロレスリング』を遅れネットしていたため（本来の金曜20:00枠ではフジテレビから『ゴールデン歌謡速報』を同時ネット）、押し出される形で本番組を日曜15:00からの遅れネットで放送していた。また、本番組放送時点では『NTV紅白歌のベストテン』は広島県では放送されていなかった（本番組終了後の1975年10月改編よりネット開始）。これは、当時広島テレビ放送が日本テレビ系列とフジテレビ系列のクロスネット局で、月曜20:00枠を『水曜ドラマシリーズ』（フジテレビ）の遅れネット枠に充てていたことや、広島ホームテレビが広島テレビ放送の編成から外れた日本テレビ・フジテレビの番組を相当数受け入れていたことによる措置である。

## 優勝者・デビュー
- 第一回優勝 藍美代子 ⇒ 同年8月25日『ミカンが実る頃』でデビュー[7]
- 第一回グランドチャンピオン大会優勝 あいざき進也 （同年9月10日放映） ⇒ 1974年1月25日『気になる17才』でデビュー[8]

五十嵐夕紀は同番組に応募してナベプロにスカウトされ、スクールメイツに入った ⇒ 1977年4月『6年たったら』でデビュー

## 脚註
1. ↑  2016年現在は同一事務所のタレントによる表裏のブッキングも珍しくない。
2. ↑  松下治夫『芸能王国渡辺プロの真実。―渡辺晋との軌跡』、青志社、2007年7月[要ページ番号]。
3. 1 2  “故・井原高忠 日テレプロデューサーに学ぶ「芸能プロの未来図」”.   FRIDAY（2019年8月1日作成）. 2019年12月27日閲覧。
4. ↑  テレビ新広島のフジテレビ系フルネット局としての開局に伴うクロスネット解消による。
5. ↑  出典：中国新聞、1973年7月20日（金曜日）・7月22日（日曜日）、各テレビ欄。7月23日（月曜日）が休刊日のため同日の番組欄も22日に掲載。
6. ↑  その余波で、中国放送（TBS系列）でも広島テレビ放送・広島ホームテレビの編成から外れたNET・フジテレビ・日本テレビ系番組を在阪局制作分を中心に若干放送していた。
7. ↑  藍美代子公式サイト内の「プロフィール」の記述を参照。
8. ↑  「あいざき進也」の項の記述を参照。
9. ↑  キタガワレコードサイト内の「五十嵐夕紀インタビュー」（2003年11月15日）の記述を参照。
10. ↑  「五十嵐夕紀」の項の記述を参照。

| NETテレビ系 月曜20時枠（当番組より渡辺プロ制作枠） | NETテレビ系 月曜20時枠（当番組より渡辺プロ制作枠）                    | NETテレビ系 月曜20時枠（当番組より渡辺プロ制作枠） |
| 前番組                                             | 番組名                                                                | 次番組                                             |
| -------------------------------------------------- | --------------------------------------------------------------------- | -------------------------------------------------- |
| 家族戦争 （1973年1月8日 - 1973年3月26日）          | スター・オン・ステージ あなたならOK! （1973年4月2日 - 1973年9月24日） | ビッグスペシャル （1973年10月1日 - 1974年9月23日） |